# Préhistoire du Maroc
La Préhistoire du Maroc commence avec les premières traces d'occupation humaine trouvées au Maroc, au Pléistocène inférieur. Les plus anciens vestiges lithiques découverts au Maroc appartiennent à l'Acheuléen et sont datés d'environ 1,3 million d'années, tandis que les plus anciens fossiles humains exhumés à ce jour sont plus tardifs, vers 650 000 ans.

## Paléolithique inférieur

### Vestiges lithiques
La carrière Thomas I, unité L1, à Casablanca, a livré les plus anciens outils lithiques connus à ce jour au Maroc, datés d'environ 1,3 million d'années. Ils représentent les plus anciens outils de type acheuléen (bifaces, hachereaux, et autres grands outils façonnés) trouvés en Afrique du Nord, devant ceux de Tighennif, en Algérie, datés d'environ 1 million d'années. La datation a été obtenue par la combinaison du paléomagnétisme et de la géochimie de la couche archéologique la plus basse de l'unité L. Elle correspond à une période comprise entre les stades isotopiques 43 et 37. La méthode Kombewa, caractéristique du second Acheuléen et présente sur le site de Tighennif, est absente de la carrière Thomas I, unité L1, ce qui est cohérent avec le différentiel de datation.
Aucun site oldowayen n'a encore été découvert au Maroc, contrairement à l'Algérie, où le site de Aïn Boucherit est daté d'environ 2 millions d'années.

### Fossiles humains
Jean-Paul Raynal et son équipe ont découvert dans la carrière Thomas I des vestiges fossiles humains du Pléistocène moyen ancien :
- en 2008, une mandibule datée de 500 000 ans[2] ;
- en 2019, des vestiges datés d'environ 650 000 ans, qui sont les plus anciens fossiles humains du Maroc connus à ce jour[3].

Le fragment de tibia fossile d'‘Ayn Maaruf est daté d'environ 500 000 ans.
Le crâne fossile de Salé, découvert en 1971 par le paléoanthropologue français Jean-Jacques Jaeger, est daté d'environ 400 000 ans. Il est attribué à l'espèce Homo rhodesiensis. Cet individu devait souffrir d’une pathologie, d'après l’aspect des insertions musculaires dans les régions pariétale et occipitale de la tête, les dimensions de l’aire nucale et les asymétries affectant la base du crâne, mais aussi sa voute. L’ensemble du plan nucal est considérablement raccourci, de dimension très inférieure comparé à toutes celles des spécimens de cette époque. Cette disposition est inhabituelle, puisque les humains archaïques présentent normalement une écaille occipitale courte et un plan nucal allongé. Il est très probable qu’un individu à ce point handicapé ne devait sa survie qu’à l’aide de la communauté à laquelle il appartenait, ce qui suppose un environnement social, ou tout du moins un minimum d’altruisme à l’intérieur du groupe.

## Paléolithique moyen

### Djebel Irhoud

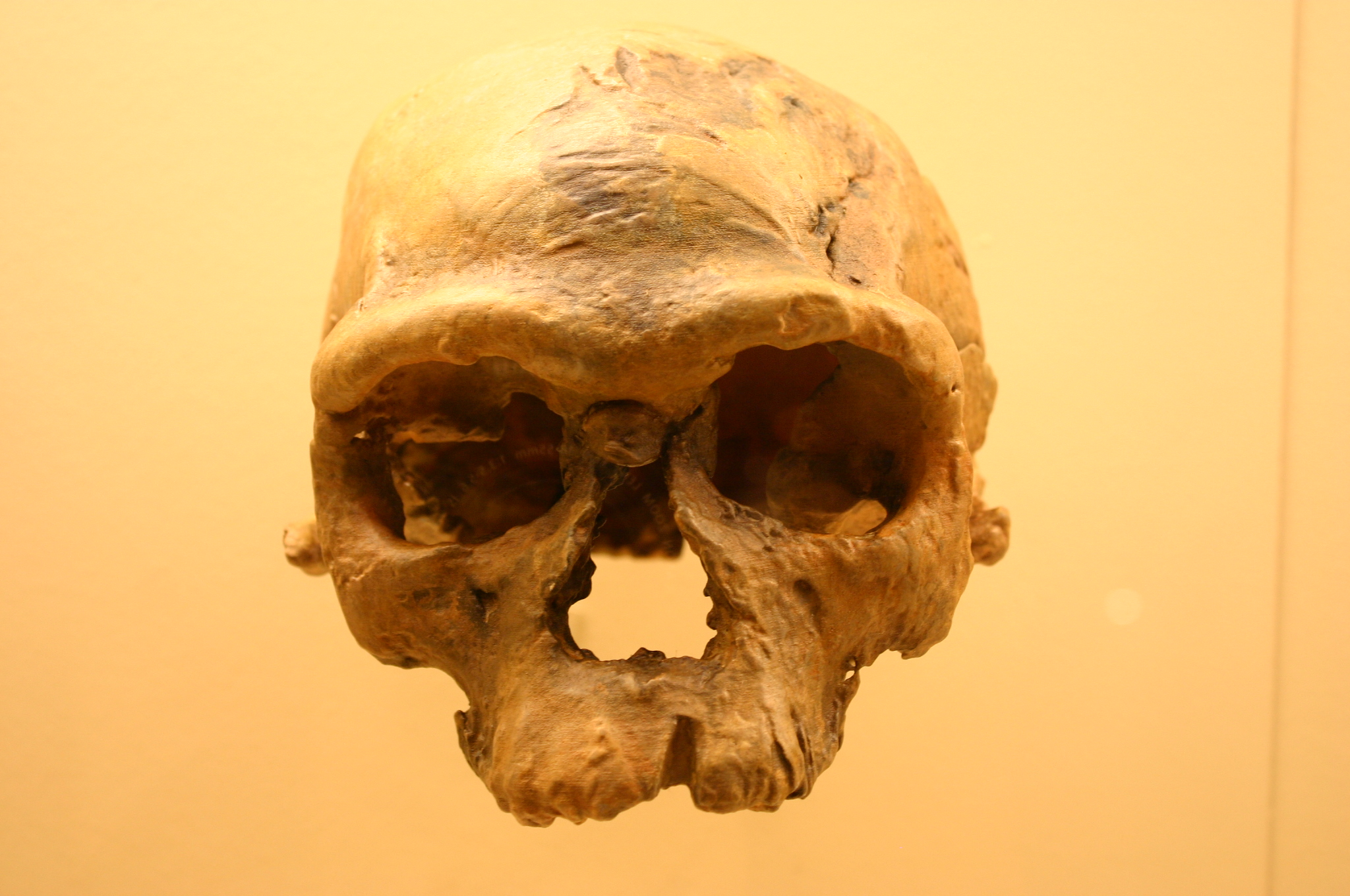
Crâne Irhoud 1

Le site de Djebel Irhoud, situé à environ 55 km au sud-est de Safi, dans la région administrative de Marrakech-Safi, a livré les plus anciens fossiles d'Homo sapiens connus à ce jour, à savoir 22 fossiles découverts entre 1960 et 2016, et datés en 2017 d'environ 300 000 ans.
Le site, une ancienne grotte éventrée par une mine de barytine, a livré son premier fossile humain en 1960, un crâne assez complet trouvé par un ouvrier de la mine, noté Irhoud 1. Un second crâne moins complet a été découvert ensuite par le chercheur français Émile Ennouchi, noté Irhoud 2, puis successivement 4 autres fossiles à la fin des années 1960. Leur datation est restée longtemps imprécise, notamment en raison de la destruction de la stratigraphie par l'activité minière. Les paléoanthropologues français Jean-Jacques Hublin et marocain Abdelouahed Ben-Ncer ont repris les fouilles en 2004 et ont trouvé de 2007 à 2016 16 nouveaux fossiles humains, dans des couches stratigraphiques épargnées par l'exploitation minière. Ils ont publié leurs résultats et analyses en 2017 avec une nouvelle datation fondée sur deux méthodes indépendantes qui ont produit des résultats convergents : la thermoluminescence appliquée à des outils en silex qui avaient été recouverts par un foyer, et la résonance paramagnétique électronique appliquée à l'émail d'une dent de la mandibule Irhoud 3.
L'analyse des fossiles en morphométrie 3D montre qu'Homo sapiens avait à cette époque une morphologie faciale déjà moderne, malgré un torus sus-orbitaire plus développé que chez les humains actuels, mais présentait en revanche une morphologie de la boite crânienne encore archaïque, loin de la forme globulaire des crânes modernes, tout en ayant un volume endocrânien comparable au volume actuel.

### Autres fossiles humains
L'Homme de Kebibat, à Rabat, est daté d'environ 145 000 ans. Il présente une morphologie plus archaïque que l'Homme de Djebel Irhoud, pourtant plus ancien.

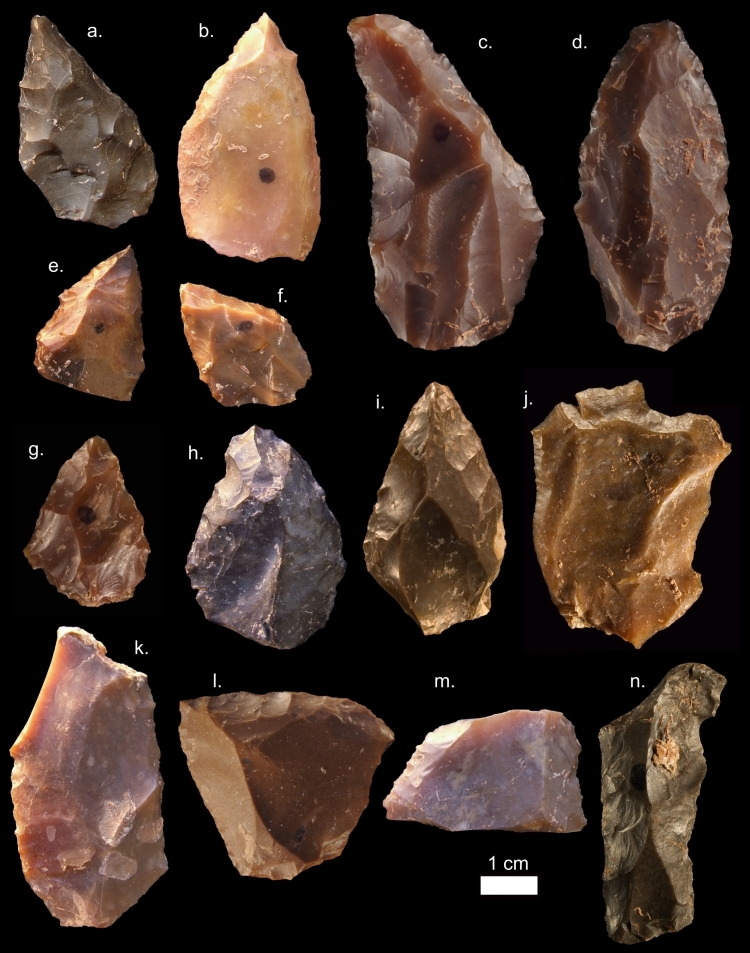
Outils lithiques moustériens trouvés à Djebel Irhoud

### Moustérien
Les fossiles de Djebel Irhoud étaient accompagnés d'une industrie lithique de type moustérien.

### Atérien

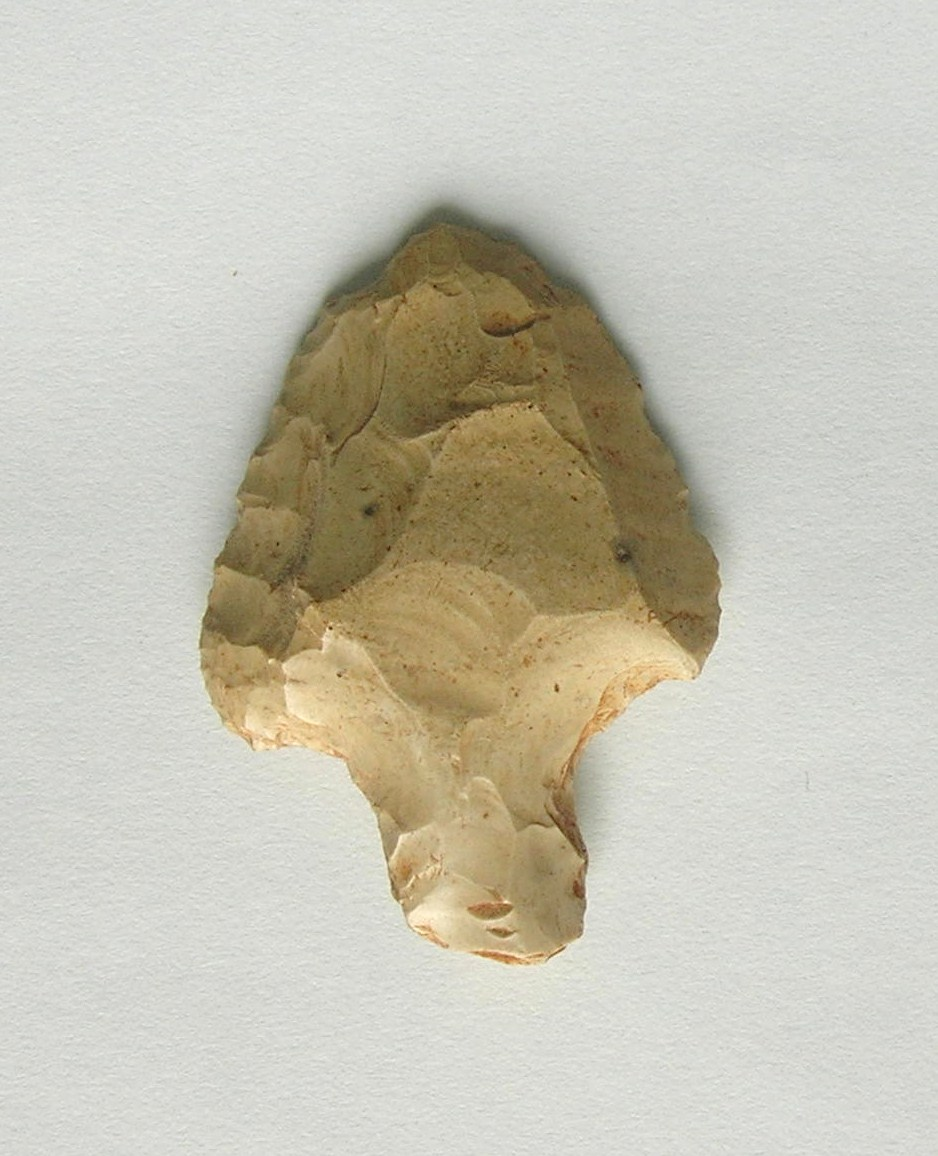
Pointe pédonculée atérienne

L'Atérien est une industrie lithique couvrant l'Afrique du Nord et le Sahara. Il doit son nom au site de Bir el-Ater, situé au sud de Tebessa, en Algérie, où il a été décrit par Maurice Reygasse en 1922.
Le site atérien le plus ancien est daté de 145 000 ans avant le présent, à Ifri n'Ammar, au Maroc. Les sites atériens se multiplient à partir d'environ 130 000 ans, quand le climat devient plus favorable en Afrique du Nord. Cette industrie disparait il y a environ 30 000 ans, et ne semble pas avoir influencé les cultures lithiques postérieures dans la région, notamment l'Ibéromaurusien qui apparait dans le Maghreb il y a environ 25 000 ans, après un hiatus archéologique de plusieurs milliers d'années.
L'Atérien se distingue d'abord par la présence d'outils pédonculés destinés à être emmanchés. Il associe la mise en œuvre du débitage Levallois à la confection d'outils sur éclat diversifiés (racloirs, denticulés, etc.), ainsi que d'outils foliacés bifaciaux.
L'Atérien se déploie sur de nombreux sites du Maroc, notamment la grotte des Pigeons, à Tafoughalt, Ifri n'Ammar, Dar es-Soltan. Quelques restes humains fossiles ont été mis au jour en association avec des industries atériennes, notamment à Dar-es-Soltan, Témara, et Harhoura, près de Rabat. Il s'agit de fossiles d'Homo sapiens, plus ou moins modernes selon leur ancienneté,,.

### Premiers ornements
On a trouvé des éléments d'ornement personnel (des coquillages Nassarius percés et ocrés pour former un collier) dans la grotte des Pigeons, à Tafoughalt, dans le Nord-Est du Maroc. Ils sont datés de 82 000 ans. Ce sont les plus anciennes traces connues d'ornements humains, avec d'autres vestiges trouvés en Afrique du Sud d'âge comparable.

### Outillage en os
La grotte des Contrebandiers, sur la côte Atlantique, près de Témara, au sud de Rabat, a livré un outillage en os daté sur une période allant de 120 000 à 90 000 ans avant le présent (AP), qui a probablement été utilisé pour travailler le cuir et la fourrure animale afin de confectionner des vêtements. Il s'agit d'outils délibérément façonnés à cet effet, tels que des gouges, des spatules et des lissoirs, et non seulement d'ossements utilisés sous leur forme brute, comme on en trouve en Afrique du Sud depuis près de 2 millions d'années. Cette découverte est la plus ancienne preuve connue de fabrication de vêtements à l'aide d'outils en os.

### Paléoclimat
À la fin du Paléolithique moyen, de fortes pluies tombent au Sahara et au Maghreb, qui connaissent alors un climat humide favorisant le développement des populations d'éléphants, de girafes, de rhinocéros et autres, que les hommes chassent en grands nombres.

### Influence des cycles climatiques du Sahara
Le Sahara a connu plusieurs phases climatiques influençant les migrations humaines. Contrairement à son état actuel, il a été une savane fertile à plusieurs reprises.
Trois grandes phases du Sahara :
- Avant Homo Erectus (~2 millions d’années) : le Sahara était aride.
- Entre 10 000 et 5 000 av. J.-C. : il devient verdoyant, favorisant les migrations humaines.
- À partir de 3500 av. J.-C. : il redevient un désert à la suite d'un changement d’orbite terrestre.

Ces transformations ont joué un rôle clé dans les déplacements humains et l’adaptation des premières populations marocaines.

## Paléolithique supérieur
À partir de 25 000 ans avant le présent (AP) émerge au Maghreb l'Ibéromaurusien, après un hiatus archéologique de plusieurs milliers d'années.
Les fouilles archéologiques ont mis en évidence des armes de chasse très raffinées, faites de pierre, de bois et même de cordage. Les pointes de lances sont appelées oraniennes ou ibéromaurusiennes.

## Mésolithique
Le Capsien, originaire du Sud tunisien et daté entre environ 7500 et 4000 av. J.-C. se perçoit à travers l'influence qu'il exerce sur les cultures locales.

## Néolithique
À partir d'environ 5300 av. J.-C. apparaissent des sociétés sédentaires qui produisent leur nourriture grâce à l'agriculture et à l'élevage. L'agriculture, apparue vers 8500 av. J.-C. au Proche-Orient, s'est diffusée progressivement vers les régions voisines. Les premières preuves de poterie, de céréales domestiques et d'élevage se trouvent dans le nord du Maroc environ deux siècles plus tard que les sites de la péninsule Ibérique à Kaf Taht el-Ghar (KTG) vers 5350 av. J.-C. cal. Les vestiges des premiers contextes néolithiques montrent principalement une ascendance néolithique européenne, ce qui suggère que l'agriculture a été introduite par des migrants européens et a ensuite été rapidement adoptée par des groupes locaux.
Au Néolithique moyen, une nouvelle ascendance venant du Levant apparaît au Maghreb, coïncidant avec l'arrivée du pastoralisme dans la région. Ces changements d'ascendance dans la néolithisation du nord-ouest de l'Afrique reflètent probablement un paysage économique et culturel hétérogène, dans un processus plus multiforme que celui observé dans d'autres régions.

### Rites funéraires et pratiques culturelles
Les recherches archéologiques menées sur plusieurs sites marocains, dont Ifri N'Amr Ou Moussa, ont révélé des pratiques funéraires inédites. Parmi celles-ci, certaines sépultures comportent des meules de pierre posées sur le crâne des défunts.
Interprétations archéologiques :
- Ce rituel pourrait être une protection symbolique contre le retour des esprits.
- Il témoigne d’une complexité culturelle et spirituelle unique au Néolithique marocain.
- Aucune trace d’un tel rite n’a été retrouvée en Espagne ou en Italie, mais des similitudes existent avec certaines traditions funéraires de Turquie et de Grèce.

Ces découvertes offrent un aperçu des croyances et des pratiques rituelles des premières sociétés marocaines sédentaires.

### Échanges culturels et influences méditerranéennes
Dès le Néolithique, des liens entre le Maroc et l’Europe sont attestés par des échanges commerciaux et culturels.
Preuves archéologiques de ces interactions :
- Traces génétiques communes : études ADN prouvant une proximité entre les populations du Maroc et de la péninsule ibérique.
- Commerce et circulation d’objets : découvertes de coquillages méditerranéens, ivoire, céramiques et œufs d’autruche décorés.
- Navigation préhistorique : certaines études suggèrent que des traversées rudimentaires du détroit de Gibraltar auraient eu lieu avant l’Âge du Bronze.

Ces échanges démontrent que le Maroc faisait partie d’un réseau de contacts maritimes et culturels avec la Méditerranée, bien avant les premières civilisations antiques.